# Wetterleuchten (1943)
Wetterleuchten ist ein 1942 gedrehter französischer Spielfilm von Jean Grémillon, ein düsteres Spätwerk des Poetischen Realismus.

## Handlung
Der zynische, großspurige und wohlhabende Schlossbesitzer Patrice Le Verdier hat seiner Geliebten Cricri eine in den Bergen gelegene Herberge eingerichtet, um sie in seiner Nähe zu haben. An diesem Ort trifft eines Tages die junge Michèle ein. An ihrer Seite befindet sich ihr Freund Roland, ein ebenso erfolg- wie talentloser Maler, der sich zunehmend hemmungslos dem Alkohol hingibt. Als Patrice sich wieder einmal in der Herberge aufhält, fängt er rasch Feuer, als er Michèle zum ersten Mal sieht. Doch auch das Mädchen orientiert sich rasch neu. Sie hat ein Auge auf den blutjungen, geradlinigen Ingenieur Julien geworfen, der mit der Errichtung eines ganz in der Nähe entstehenden Staudammes beschäftigt ist. Als Roland sich ein weiteres Mal gründlich danebenbenimmt, beschließt Michèle, sich endgültig von ihm zu trennen.
Angesichts dieser sich ständig verändernden Gefühlskonstellationen zieht rasch Unheil an den Beziehungsfronten aller Beteiligten auf. In der Angst, ihren Gönner und Geliebten Patrice an Michèle zu verlieren, setzt Cricri diesen unter Druck. Sie weiß, dass ihr Geliebter einst auf einem Jagdausflug seine Ehefrau hinterrücks ermordet und deren Tod als Unfall getarnt hatte. Doch Patrice will sich nicht erpressen lassen und wird bald selbst aktiv. Er lädt alle Beteiligten zu einem Kostümfest auf seinem Schloss ein, in der Hoffnung, Michèle für sich gewinnen zu können. Das Fest wirkt äußerlich betrachtet übermütig, doch hinter der Fassade der Fröhlichkeit und Ausgelassenheit beginnen sich dramatische Entwicklungen abzuzeichnen. Cricri, die sehr an Patrice hängt, wird von ihm immer schlechter behandelt, und er beginnt sie hin- und herzuschubsen. Patrices Frust wird noch größer, als er auf dem Fest zum ersten Mal Julien und Michèle sich küssen sieht.
Gleich einem unaufhaltsamen Reigen des Untergangs nehmen die Dinge ihren Lauf. Patrice beschließt, rasend eifersüchtig auf Julien, den Ingenieur zu töten. Das Fest ist aus, Julien ist gegangen. Bei einem Autounfall mit Patrice und Michèle kommt Roland ums Leben. Der leicht verletzte Patrice begibt sich zur Baustelle und stellt Julien. Doch dieser wird im Moment einer verbalen Auseinandersetzung zu einem Notfall gerufen. Julien muss auf einen Seilbahn-Lastenzug klettern. In diesem Moment zielt Patrice, noch in voller Kostümierung, mit einem Gewehr auf ihn. Die dazukommende Cricri versucht ihn mit einem Schrei von seiner mörderischen Absicht abzuhalten. Ein anderer Staudamm-Arbeiter kommt hinzu und überwältigt Patrice, kurz bevor dieser den Abzug durchziehen kann. Weitere Arbeiter der Großbaustelle kommen hinzu und werden nunmehr von Patrice mit seiner Waffe bedroht. Als sich die Bauarbeiter ihm Stück für Stück nähern, tritt er einen Schritt zu viel zurück und stürzt eine Geröllhalde in die Tiefe. Entsetzt muss Cricri sehen, wir ihr Geliebter umkommt. In der letzten Einstellung sieht man, wie Julien und Michèle gemeinsam in ein neues Leben aufbrechen.

## Produktionsnotizen
Gedreht wurde Wetterleuchten wie das Gros der Produktionen André Paulvés während der Besatzungszeit in Nizza, in dem zu dieser Zeit noch von deutschen Truppen unbesetzten Teil Frankreichs. Die Uraufführung von Wetterleuchten fand am 26. Mai 1943 statt. In Deutschland wurde der Film im Dezember 1946 erstaufgeführt.
Die Filmbauten stammen von Léon Barsacq, dessen Bruder André und Max Douy unter der Mithilfe Alexandre Trauner. Trauner wurde im Vorspann deshalb nicht namentlich genannt, weil er zu diesem Zeitpunkt aufgrund seines jüdischen Glaubens selbst im noch nicht von Deutschland besetzten Vichy-Frankreich nicht ohne Gefahr offen auftreten konnte.

## Kritik
In Reclams Filmführer heißt es: „Man hat diesen Film mit Renoirs La règle du jeu verglichen.“ In beiden Filmen werden die Klassengegensätze scharf betont, in beiden herrscht bittere Ironie, und in beiden steht ein Fest im Schloss im Mittelpunkt. Grémillon hat hier wohl seinen besten Film gedreht -- voll düsteren Humors, mit subtiler und gleichzeitig ätzend scharfer Charakterschilderung. Die Attacke gegen die Klasse der „Herrschenden“, die am Schluss untergehen, während das „Volk“ triumphiert, hat die französische Vichy-Regierung bewogen, den Film zu verbieten.
Das große Personenlexikon des Films erinnerte in der Biografie von Grémillon auf das Vorbild für seine Inszenierung und schrieb: „Mit dem bisweilen zynisch-bitteren, düsteren Gesellschaftsdrama „Wetterleuchten“ orientierte sich Grémillon stilistisch an den poetischen Realismus bis 1939, inhaltlich an Jean Renoirs Standesattacke „Die Spielregel“.“
Das Lexikon des Internationalen Films hingegen kritisierte den Film scharf: „Préverts Drehbuch ist voller Schwulst, Seelenpein und allzu viel ‚Wetterleuchten‘. Die Inszenierung von Grémillon ist drückend, schwül und nicht ohne Peinlichkeiten.“